# Nikita Iwanowitsch Panin

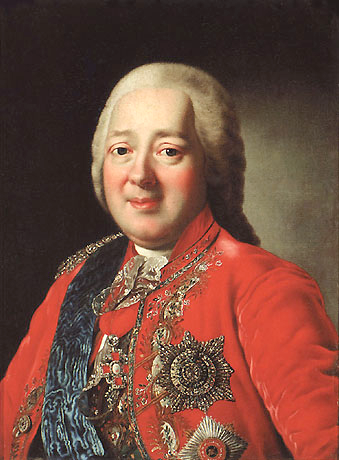
Nikita Panin

Graf Nikita Iwanowitsch Panin (russisch Никита Иванович Панин, wiss. Transliteration Nikita Ivanovič Panin; * 18.jul. / 29. September 1718greg. in Danzig; † 31. Märzjul. / 11. April 1783greg. in Sankt Petersburg) war 1764 bis 1780 russischer Außenminister unter Zarin Katharina II.

## Leben
Nikita Panin verbrachte seine Kindheit mit seinem jüngeren Bruder Pjotr Iwanowitsch (1721–1789) in Perm, wo sein Vater Iwan Wassiljewitsch Panin (1673–1736) als Garnisonskommandant fungierte.
Panins Aufstieg wurde von Reichskanzler Alexei Petrowitsch Bestuschew-Rjumin gefördert. Mit der Thronbesteigung von Zarin Elisabeth erhielt er 1741 sein erstes Hofamt als Kammerherr. 1747 wurde er russischer Gesandter in Kopenhagen, 1749 in Stockholm. 1760 kehrte er nach Russland zurück und erhielt eine Gouverneursstelle beim Großfürsten Paul Petrowitsch. 1762 wurde Panin von Peter III. zum Geheimrat befördert, war aber im gleichen Jahr an dem Staatsstreich beteiligt, der Peter absetzte und Katharina die Große zur Zarin machte. 1763 berief Katharina ihn in den Geheimen Kabinettsrat und ernannte ihn zum Minister der auswärtigen Angelegenheiten. 1767 erfolgte die Erhebung in den Grafenstand.
Während des ersten Regierungsjahrzehnts Katharinas II. leitete Panin die auswärtigen Angelegenheiten. Um den europäischen Frieden zu sichern und Russland vor einseitigen europäischen Bindungen zu bewahren, wollte er so etwas wie eine kollektive Sicherheit der europäischen Staaten organisieren. Den imperialistischen Ambitionen der Bourbonen und der Habsburger wollte Panin durch die Übermacht eines Nordischen Systems begegnen.
Panin verfolgte das außenpolitische Prinzip des „Nordischen Akkordes“, indem er Preußen und England als wichtigste Verbündete ansah, daneben Sachsen, Polen und die skandinavischen Königreiche. Gemeinsam sollten sie ein Gegengewicht gegen Österreich, Frankreich und Spanien darstellen. Damit schwenkte die russische Außenpolitik unter Panin von der Bindung an Österreich ab. Allerdings mochte sich weder Preußen unter Friedrich dem Großen noch England auf eine so enge Bindung an Russland einlassen, wie Panin sie sich vorstellte.

## Ehrungen und Mitgliedschaften
- 1767: Grafenstand
- 1782: Orden des Heiligen Wladimir
- 1777: Ehrenmitglied der Russischen Akademie der Wissenschaften in St. Petersburg[1]